# Окінояма-Мару № 3
Окінояма-Мару № 3 — транспортне судно, яке під час Другої світової війни брало участь у операціях японських збройних сил на Тихому океані. 
Судно спорудили в 1930-му на верфі Osaka Iron Works для компанії Okinoyama Tanko. 
В якийсь момент «Окінояма-Мару № 3» задіяли у операціях японських збройних сил в Океанії. Відомо, що 27 березня 1944-го воно перебувало біля північного узбережжя півострова Чендравасіх (північно-західне завершення Нової Гвінеї). Тут воно було виявлена американським підводним човном USS Gato, який потопив «Окінояма-Мару № 3» своєю палубною гарматою.